# Valdeíñigos
Valdeíñigos de Tiétar es una pedanía de Tejeda de Tiétar, en la provincia de Cáceres, comunidad autónoma de Extremadura.
La mayoría de la población trabaja en la agricultura. Destacan las plantaciones de tabaco, pimiento y maíz. También destaca la ganadería, sobre todo vacuna. 
La localidad fue construida por el Instituto Nacional de Colonización en los años 50 del siglo XX.

## Patrimonio

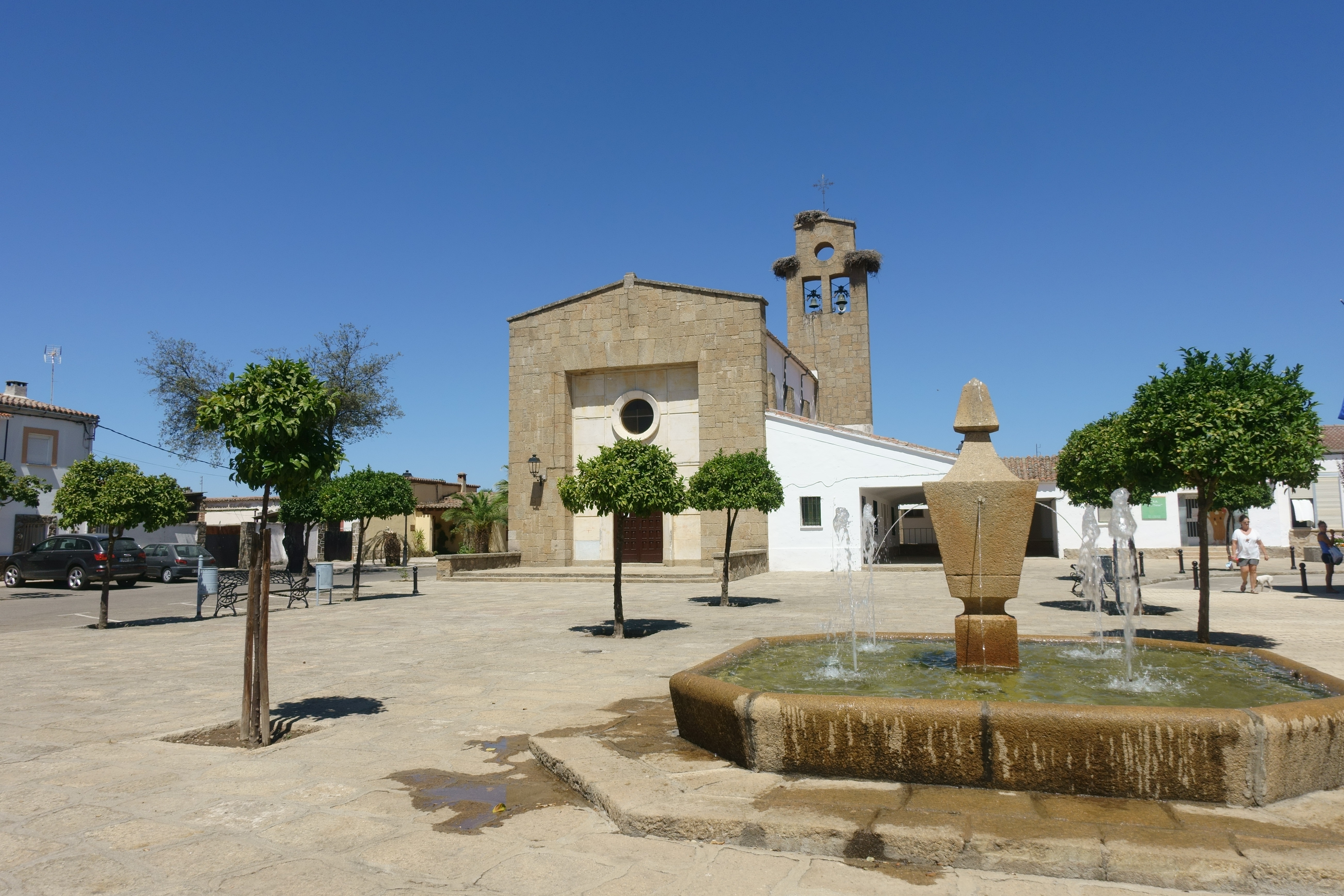
Plaza e iglesia

Iglesia parroquial católica bajo la advocación la Inmaculada Concepción, en la Archidiócesis de Mérida-Badajoz, Diócesis de Plasencia, Arciprestazgo de Jaraíz de la Vera.